# LabWindows/CVI
El LabWindows/CVI és un entorn de desenvolupament integrat pel llenguatge C enfocat en el desenvolupament de programes de prova, mesura i control mercès a la instrumentació virtual (en anglès, CVI és l'acrònim de C for Virtual Instrumentation). LabWindows/CVI és un producte de l'empresa National Instruments.

## Generalitats
Aquest entorn de desenvolupament integrat funciona sota Windows i també a l'empara d'Unix. Les biblioteques especialitzades en prova, mesura i control de Nacional Instruments són també accessibles per a la programació en C++, C# o Visual Basic mercès aMeasurement Studio.

## Història
És el 1987 quan la primera versió es duia a terme sota l'empara de MS-DOS, llavors s'anomenava tan sols LabWindows. Serà duta seguidament sota Windows i essent reanomenat LabWindows/CVI. La llista de sota indica les versions principals del programa informàtic així com llurs noves funcions:
- 1989: LabWindows 1.0, sota DOS, primera versió pública
- 1991: LabWindows 2.0, sota DOS, ajuda al desenvolupament d'interfícies gràfiques d'usuari
- 1994: LabWindows/CVI 3.0, sota Windows 3.1 i Solaris
- 1995: LabWindows/CVI 3.1, generació automàtica de codi
- 1996: LabWindows/CVI 4.0, major compatibilitat amb els compiladors externs (Microsoft, Borland, Watcom i Symantec)
- 1998: LabWindows/CVI 5.0, compatibilitat VXI i IVI
- 2000: LabWindows/CVI 5.5, llibreries de funciones multitasca
- 2001: LabWindows/CVI 6.0, ActiveX i millora de la interfície gràfica d'usuari
- 2003: LabWindows/CVI 7.0, integració dels workspaces
- 2004: LabWindows/CVI 7.1, terminació automàtica
- 2005: LabWindows/CVI 8.0, nou sistema de desplegament, .NET assemblies
- 2006: LabWindows/CVI 8.1, variables de xarxa, controls gràfics de l'estil Windows
- 2007: LabWindows/CVI 8.5, millora de la gestió del microprocessador multi cor, edició del codi durant el debug, toolkit per a temps real
- 2008: LabWindows/CVI 9.0, gestor de memòria i compilació optimitzada, C ANSI versió 99 (en particular, les array dinàmiques)

## Toolkits
- Real Time: programació per a components dedicats al temps real
- Signal Processing: tractament avançat del senyal
- Vision: tractament de les imatges, reconeixement de formes, OCR
- PID Control: funcions pel control
- SPC: eines de control estadístic dels processos per a Solaris
- Enterprise Connectivity: control estadístic dels processos, comunicació amb les bases de dades i publicació Internet